# Покровское (Вашкинский район)
Покровское — деревня в составе Вашкинского района Вологодской области. Входит в сельское поселение Киснемское.

## География
Расположено на берегу реки Кема в нижнем течении.

## История
Археологические раскопки древних стоянок свидетельствуют о заселении этих мест в эпоху неолита. Одна из таких стоянок была в Выдробе (5 км ниже д. Покровское по реке Кема). Найдены предметы быта II—I тыс. до н. э. Население занималось рыболовством и охотой, переходили к земледелию и скотоводству, о чём говорят находки археологов: зёрна, кости животных, грузила, остроги, зёрнотёрки, наконечники стрел и копий. Край был заселён угро-финским племенем весь (вепсы — потомки племени весь). С той поры остались названия местностей, например, Ботозеро, Ярбозеро, Кергозеро, Выдроба, Норья.
До 2015 года было центром Покровского сельсовета.

## Население
| 2010 |
| ---- |
| 142  |

Гендерный состав
По переписи 2002 года население — 211 человек (100 мужчин, 111 женщин). Всё население — русские.